# Lynchia dukei
Lynchia dukei är en tvåvingeart som först beskrevs av Austen 1911.  Lynchia dukei ingår i släktet Lynchia och familjen lusflugor.
Artens utbredningsområde är Uganda. Inga underarter finns listade i Catalogue of Life.